# Antoine Puttaert
Antoine Puttaert (ur. 25 października 1919 – zm. 2 stycznia 2005) – belgijski piłkarz grający na pozycji obrońcy. Był reprezentantem Belgii.

## Kariera klubowa
Swoją piłkarską karierę Puttaert w klubie Royale Union Saint-Gilloise. Zadebiutował w nim w sezonie 1938/1939 w pierwszej lidze belgijskiej i grał w nim do 1949 roku. Wtedy też przeszedł do Racing Club i grał w nim do 1952 roku. Ostatnie 2 lata kariery spędził w RCS Branois.

## Kariera reprezentacyjna
W reprezentacji Belgii Puttaert zadebiutował 24 grudnia 1944 w przegranym 1:3 towarzyskim meczu z Francją, rozegranym w Paryżu. Od 1944 do 1947 rozegrał w kadrze narodowej 9 meczów.